# San Fernando Island

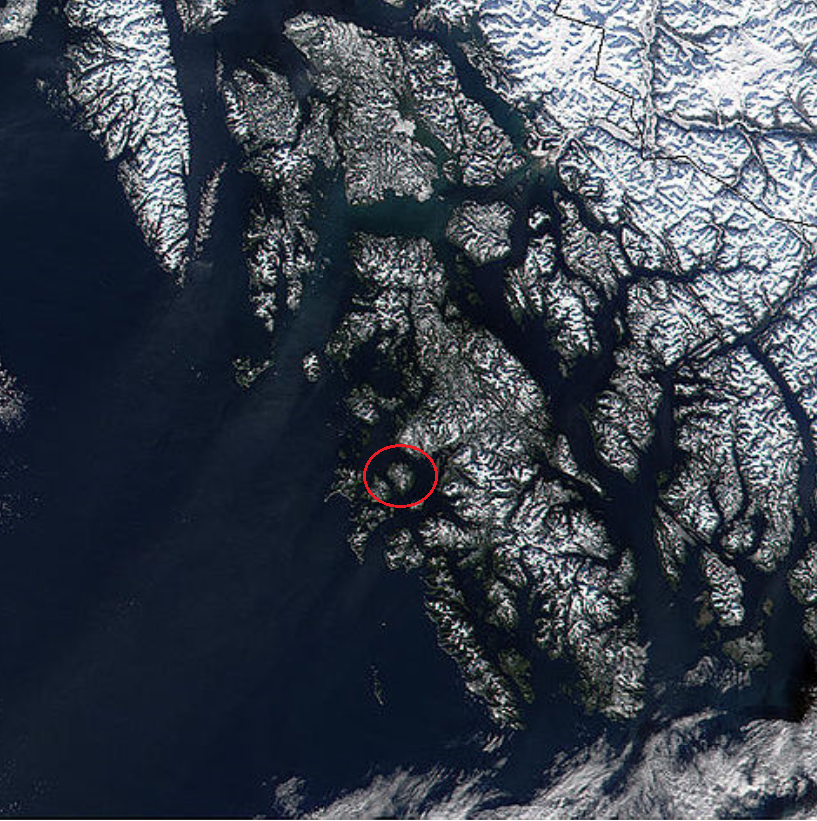
Het eiland omcirkeld

San Fernando Island is een eiland in de Alexanderarchipel in de Alaska Panhandle in het zuidoosten van Alaska in de Verenigde Staten.

## Geografie
Het eiland heeft een oppervlakte van 89,4 vierkante kilometer. Het ligt voor de centrale westkust van het Prins van Waleseiland waarvan het wordt gescheiden door de San Christoval Channel (noorden) en de San Alberto Bay (oosten). Ten zuidoosten ligt San Juan Bautista Island aan de overzijde van het Ursua Channel en ten zuidwesten Saint Ignace Island en Lulu Island aan de overzijde van het Portillo Channel. Ten noordwesten van het eiland ligt de Golf van Esquibel. Administratief behoort het tot het Prince of Wales-Hyder Census Area. Het eiland ligt in het Tongass National Forest.

## Geschiedenis
Francisco Antonio Maurelle bereikte het zuidelijke punt van eiland in de nacht van 21 mei 1779 en gaf het eiland de naam "Isla San Fernando" op 30 mei, waarmee hij het waarschijnlijk vernoemde naar Ferdinand III van Castilië, waarvan 30 mei de sterfdag was.